# Al-Kunajtira (muhafaza)
Al-Kunajtira (arab. ‏القنيطرة‎) – jedna z 14 jednostek administracyjnych pierwszego rzędu (muhafaza) w Syrii. Jest położona w południowo-zachodniej części kraju. Graniczy od wschodu z Dara, od północy z państwem Libanem i z muhafazą Damaszku, a od zachodu z Izraelem. Duża część powierzchni muhafazy Al-Kunajtira została zajęta przez Izrael w 1967 roku podczas wojny sześciodniowej i w 1973 podczas wojny Jom Kipur. Spuścizną tych wojen jest sporna strefa Wzgórz Golan.
W 2011 roku muhafaza liczyła około 90 tys. mieszkańców; dla porównania, w 2004 było ich 66 627, a w 1981 26 258.